# Alphonse Parfondry
Alphonse Parfondry (n. 12 februarie 1896, Havelange, Valonia, Belgia – d. 28 septembrie 1978) a fost un ciclist belgian, medaliat olimpic. A participat la o ediție a Jocurilor Olimpice (1924) în care a câștigat o medalie de argint.

## Participări
Lista de mai jos prezintă principalele competiții la care a participat Alphonse Parfondry de-a lungul carierei.
- cyclisme aux Jeux olympiques d'été de 1924 – course sur route par équipe hommes[*]